# Euxoa audentis
Euxoa audentis là một loài bướm đêm trong họ Noctuidae.